# Isaac Boleslavsky
Isaac Boleslavsky foi um jogador de xadrez da antiga União Soviética, finalista do Torneio de Candidatos de 1950 o qual perdeu para David Bronstein. Seus principais resultados em torneios internacionais foi o primeiro lugar em Kuibyshev (1942), sexto em Groninga (1946) e segundo em Varsóvia (1947). Boleslavksy participou também da Olimpíada de xadrez de 1952 e do match da União Soviética contra o Reino Unido e Estados Unidos. Uma das principais contribuições a teoria do xadrez foi a Variação Boleslavsky da Defesa Siciliana que tem como característica criar um buraco na casa d5 denominado buraco Boleslavsky.

## Início de carreira
Nascido em Zolotonosha, filho de pais judeus, Boleslavsky aprendeu xadrez sozinho aos nove anos. Em 1933, ele se tornou o campeão escolar de Dnipropetrovsk. Três anos depois, ele ganhou o terceiro prêmio no campeonato URSS All-Union Junior de 1936, realizado em Leningrado.
Em 1938, aos dezenove anos, Boleslavsky venceu o Campeonato Ucraniano; no ano seguinte, ele ganhou o campeonato SSR da Ucrânia, qualificou-se para jogar o campeonato de xadrez da URSS aos 20 anos de idade e ganhou seu título nacional de mestre de xadrez. Ele se formou em filologia na Universidade Sverdlovsk.
Em 1940, Boleslavsky disputou a 12ª final do campeonato da URSS em Moscou. Ele venceu oito de seus últimos dez jogos e empatou em quinto-sexto lugar com Mikhail Botvinnik, mas perdeu seu confronto pessoal. Depois disso, ele buscou vingança. Mais tarde, Boleslavsky, um ambicioso mestre de 27 anos, lembrou-se dos planos que havia traçado:
Decidi que, trabalhando sistematicamente em mim mesmo, poderia vencer. "O diabo não é tão terrível como é pintado." As derrotas para o Botvinnik em ambos os jogos em um torneio em 1941 e em nosso jogo no XIV campeonato nacional quatro anos depois não me deixaram sóbrio. Pareceu-me que entendia o jogo de Botvinnik e via seus pontos fortes e fracos. Comecei a me preparar para um encontro com ele. Eu entendi, é claro, que era um estilo de jogador completamente diferente do meu estilo daqueles anos. Mas achei que tinha uma chance de vencer.
No final de 1940, ele venceu o Campeonato Ucraniano pelo terceiro ano consecutivo. Em março de 1941, ele participou do torneio de luta pelo título de Campeão Absoluto da URSS, terminando em quarto de seis participantes. Na véspera do torneio, ele teve que passar por um exame na Universidade, e sua preparação para o torneio de xadrez se mostrou inadequada.
Em 1945 ele ficou em segundo lugar no 14º campeonato da URSS, atrás de Mikhail Botvinnik. Ele ganhou nove jogos, empatou seis e perdeu dois. Ele recebeu o título de Grande Mestre na URSS. Ele fez sua estreia internacional na terceira placa do jogo de rádio URSS-EUA. Ele empatou seu primeiro jogo com Reuben Fine e o derrotou no segundo jogo, ganhando um prêmio de melhor jogo da partida. Boleslavsky garantiu uma clara vantagem na abertura graças à sua estrutura superior de peões e venceu sem permitir a Fine muito contra-jogo. Os soviéticos consideravam Fine como possivelmente o jogador americano mais forte, com base em seus resultados internacionais na era pré-Segunda Guerra Mundial.
Em 1946, nasceu sua filha Tatiana; mais tarde ela se casou com David Bronstein. Boleslavsky e Bronstein tornaram-se amigos no final da década de 1930 e assim permaneceram por toda a vida. Em 1946, Boleslavsky jogou no exterior em um torneio internacional pela primeira vez em Groningen e empatou em sexto-sétimo lugar.
Em 1950, Boleslavsky foi um dos destinatários inaugurais do título de Grande Mestre Internacional da FIDE.

## Candidato ao Campeonato Mundial
No ciclo do Campeonato Mundial de 1951, Boleslavsky se classificou da primeira Interzonal em Saltsjöbaden 1948 para o Torneio de Candidatos dois anos depois, em Budapeste. No torneio Candidatos - cujo vencedor jogaria uma partida do Campeonato Mundial de Xadrez contra Mikhail Botvinnik - ele era o único jogador invicto e liderou a maior parte do torneio, mas na última rodada foi pego por Bronstein, que mais tarde ganhou um playoff em Moscou no mesmo ano (+ 3−2 = 9).
Esta acabou sendo a última chance de Boleslavsky como um sério candidato ao campeonato mundial. Em 1953, ele participou do torneio de candidatos em Zurique, mas terminou em 10º a 11º lugares e nunca se classificou para os ciclos subsequentes do campeonato mundial.

## Carreira posterior
Em 1951, Boleslavsky foi o segundo de Bronstein durante a partida contra o Botvinnik pelo campeonato mundial, que acabou empatado após 24 jogos. Em 1952, ele marcou 7 de 8 nas Olimpíadas de Helsinque, ajudando a equipe soviética na conquista da medalha de ouro. Esta foi a única Olimpíada que ele jogou em sua carreira, mas ele compareceu a várias outras para dar suporte ao time soviético.
Em 1951, Boleslavsky mudou-se para Minsk e nesse mesmo ano tornou-se o campeão desta cidade (repetiu a sua vitória em 1953/54). Ele ganhou o campeonato da Bielorrússia em 1952 (conjunto) e 1964.
Em 1961, ele jogou sua última final do Campeonato da URSS. Ele ficou em primeiro lugar em um torneio internacional em Debrecen. Foi assistente do campeão mundial Tigran Petrosian de 1963 a 1969.
Em 1968, ele comandou a equipe de estudantes da URSS, que conquistou o Campeonato Mundial em Ybbs. Sua última participação em torneios foi em Minsk em 1971, aos 52 anos. Boleslavsky foi o treinador-chefe da Federação de Xadrez da URSS na década de 1960 e permaneceu até sua morte um analista e escritor de xadrez muito respeitado, principalmente na teoria de abertura.
Ele morreu em Minsk em 15 de fevereiro de 1977, aos 57 anos, após cair em uma calçada gelada, fraturar o quadril e contrair uma infecção fatal enquanto estava no hospital.

## Legado
Uma das principais contribuições de Boleslavsky para a teoria da abertura é a Variação de Boleslavsky na Defesa Siciliana (1.e4 c5 2.Nf3 d6 3.d4 cxd4 4.Nxd4 Cf6 5.C3 Nc6 6.Be2 e5). Uma característica da estrutura de peões nesta linha, chamada de buraco de Boleslavsky, leva o seu nome.
Boleslavsky, junto com seus colegas ucranianos Bronstein, Efim Geller e Alexander Konstantinopolsky, no início da década de 1930, transformou a King's Indian Defense de uma variação suspeita em uma das defesas mais populares da atualidade. Hans Kmoch em seu livro Pawn Power in Chess chama a configuração indiana de peões pretos em c6 e d6 (especialmente se o peão-d estiver em uma fileira semiaberta) de "a muralha de Boleslavsky".
Lev Polugaevsky disse sobre ele:
Estou convencido de que qualquer jogador, mesmo o mais forte, pode e deve aprender com seus jogos (principalmente os sicilianos !). Quanto à profundidade de sua penetração nos mistérios da Defesa siciliana, para ambos os lados, aliás, é duvidoso que alguém possa se comparar a Boleslavsky. Ele tinha um sentimento virtuoso para a dinâmica da abertura, e sempre almejou uma luta complicada e de dois gumes, embora por natureza fosse um dos mais modestos grandes mestres com quem tive o prazer de conviver. 
Um de seus amigos e discípulos, o Grande Mestre Alexey Suetin, escreveu na revista Chess in the URSS:
Boleslavsky era um homem de modéstia excepcional e grande cultura. Se é difícil imaginar Boleslavsky sem xadrez, é simplesmente impossível imaginá-lo sem livros. Ele conhecia perfeitamente a história, a literatura clássica, a poesia ... um homem verdadeiramente inovador, comprovado por sua notável estreia de sistemas na Sicília e na Índia, sua pesquisa enriqueceu uma série de outras aberturas atuais. Profundamente no livro, suas análises espirituosas em periódicos de xadrez há muito fizeram de Isaac Boleslavsky um dos principais teóricos do mundo.
Um livro com seus melhores jogos, publicado em 1990, ganhou o prêmio de melhor livro de xadrez publicado na Grã-Bretanha naquele ano.